# 滝沢誠
滝沢 誠（たきさわ まこと、1943年6月27日- ）は、日本の右翼思想家研究者。

## 来歴
新潟県長岡市生まれ。1966年成蹊大学政治経済学部卒。石上良平、玉島信義に師事。
田中角栄の世話で鳥居達也のアドセンターに入社し在野の研究者となる。
1968年から1970年まで大阪勤務、京都大学人文科学研究所の山田慶児らの研究会を聴講する。市井三郎、橋川文三、村上一郎、丸山眞男の教えを受ける。
1992年にアドセンターを退社し千葉県安房の山中にこもる。近代日本の右翼、特に権藤成卿を研究する。

## 著書
- 『権藤成卿覚え書』滝沢清司　1968
- 『権藤成卿』1971　紀伊國屋新書
- 『評伝内田良平』大和書房　1976
- 『近代日本右派社会思想研究』論創社　1980
- 『武田範之とその時代』三嶺書房　1986
- 『権藤成卿その人と思想 昭和維新運動の思想的源流』ぺりかん社　1996

## 編纂
- 川上善兵衛『武田範之伝 興亜前提史』市井三郎共編　日本経済評論社　1987
- 『明治人による近代朝鮮論影印叢書』伊藤隆共監修 ぺりかん社、1997-2000

政治史
大院君・閔妃
東学乱・日清戦争 1

## 翻訳
- 韓相一『日韓近代史の空間 明治ナショナリズムの理念と現実』李健共訳　日本経済評論社　1984